# Friedrich Kalbfuß
Friedrich Heinrich Theodor Kalbfuß (gelegentlich auch Kalbfuss) (* 28. Juli 1903 in Braunschweig; † 21. Juli 1945 in Bad Schwalbach) war ein deutscher Dramatiker, Bühnenbildner und Lyriker.

## Leben
Friedrich Kalbfuß studierte ab 1922 Kunstwissenschaften und Malerei in München und entschloss sich, seine malerische Begabung in den Dienst des Theaters zu stellen. Er wurde Assistent bei Ludwig Sievert, Ausstattungsleiter der Städtischen Bühnen in Frankfurt am Main, dann Bühnenbildner in Osnabrück und am Neuen Theater in Frankfurt am Main. Von 1928 bis 1933 war er einer der engsten Mitarbeiter von Fritz Jesser am Neuen Schauspielhaus in Königsberg (Preußen). Danach fungierte er als Leiter des Ausstattungswesens am Nationaltheater Mannheim von 1936 bis 1939 und 1940 bis 1941 und als Bühnenbildner am Preußischen Staatstheater Kassel von 1941 bis 1945. Durch Verwendung von Projektionen sparte er dem Theater viel Geld. Kalbfuß wurde noch kurz vor Kriegsende eingezogen, geriet im April 1945 in amerikanische Kriegsgefangenschaft und starb im Reservelazarett I in Bad Schwalbach an Typhus.
Es existiert eine von Oda Schottmüller (1905–1943) geschaffene Porträtbüste von Kalbfuß. Entwürfe von Bühnenbildern gibt es in der Theaterwissenschaftlichen Sammlung der Universität zu Köln im Schloss Wahn.

## Werke
- Panne des Herzens, Lustspiel, 1929
- Die Gesandtschaft der Frauen, Lustspiel, aufgeführt in Łódź 1942, wozu Kalbfuß auch die Bühnenbilder für die Einstudierung entwarf
- Die Liebe eines großen Mannes, Lustspiel, uraufgeführt am 30. November 1943 in Würzburg
- Das grüne Revier, Komödie in 4 Akten, Musik von Erwin Dressel. Arcadia Verlag, Berlin 1934
- Die Welt will betrogen sein, Komödie in 4 Akten, Arcadia Verlag, Berlin 1935
- Ein Hundeleben, Lustspiel
- Japanische Ballade
- Gedichte, Kurzgeschichten und Essays